# Kenttäsaari (ö i Lappland, Tornedalen, lat 66,36, long 24,83)
Kenttäsaari är en ö i Finland. Den ligger i sjön Vaajärvi och i kommunen Övertorneå i den ekonomiska regionen  Tornedalens ekonomiska region  och landskapet Lappland, i den norra delen av landet, 700 km norr om huvudstaden Helsingfors. Öns area är 0,6 hektar och dess största längd är 110 meter i sydväst-nordöstlig riktning.